# Jakovlev Jak-38
De Jakovlev Jak-38 (Russisch: ЯК-38) (NAVO-codenaam: Forger) is het eerste Sovjetvliegtuig dat verticaal op kon stijgen en landen.
Voor de bouw van de Jak-38 zijn gegevens gebruikt van experimenten van de Yak-36. Het vliegtuig was uitgerust met één motor achterin en twee motoren achter de cockpit (de systemen R-28 & RD-38). Voor noodsituaties had het toestel een automatische piloot, die het vliegtuig dan liet "zweven".
Van dit vliegtuig zijn 231 exemplaren gebouwd. In 1974-1989 heeft het toestel wijzigingen ondergaan.
De Jak-38 is ontworpen om makkelijker op vliegdekschepen te landen.

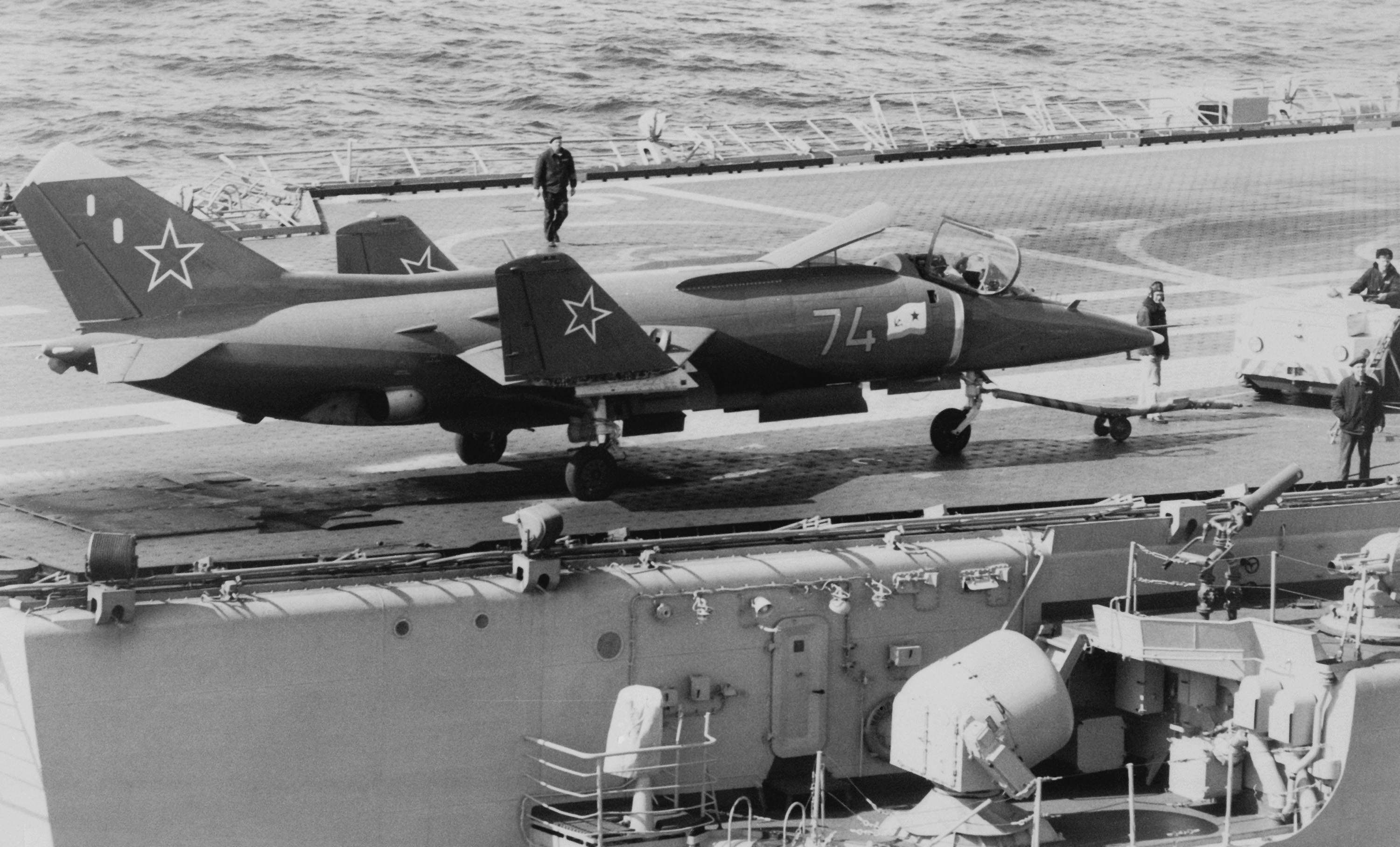
Jak-38 met opgevouwen vleugels op een vliegdekschip

## kenmerken & prestaties

### Specificaties
1. Bemanning : 1 persoon
2. Lengte: 16,37 m

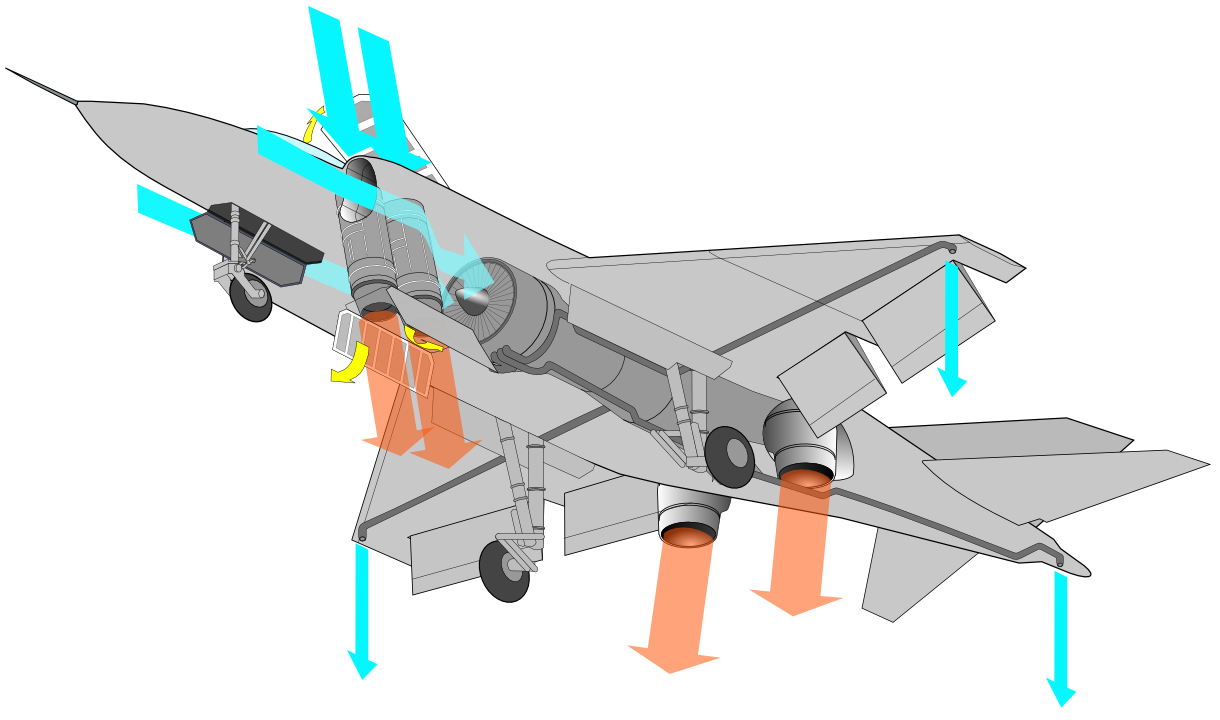
Schema van de motoren.

3. Breedte (gemeten bij de vleugels): 7,32 m
4. Hoogte: 4,25 m
5. opp vleugels: 18,5 m²
6. Gewicht van een leeg vliegtuig: 7385 kg
7. Maximum startgewicht: 11.300 kg
8. Motoren:

1 × TRDD R-28-300 met een stuwkracht van 66,7 kN.
2 × TRDD RD-38 met een stuwkracht van 31,9 kN elk.

### kenmerken van een vlucht
- Maximale snelheid: 1210 km/h
- Actieradius: 250 tot 370 km
- maximum afstand: 12 000 m
- stijgsnelheid: 4500 m/min  of 270 km/h

### Bewapening
- punten: 4
- max belasting: tussen 1500 kg en 1000 kg (dat hangt van de situatie af)

## uitvoeringen

#### Jak-36M "Forger"
Deze versie woog slechts 6650 kg (14 660 pond) in vergelijking met de Yak-38's 7370 kg (16 250 pond) en de motoren zijn iets minder krachtig.

#### Jak-38 Forger-A
De Jak-38 was het eerste productiemodel, en vloog voor het eerst op 15 januari 1971. Het kwam  11 augustus 1976 in dienst bij de Sovjet-Unie. In totaal zijn er 143 Jak-38 geproduceerd.

#### Jak-38M Forger-A
De Jak-38m is een verbeterde versie van de Jak-38, de belangrijkste verschillen zijn de nieuwe R-Trumanski 28V-300 en twee Rybinsk RD-38 motoren. Het maximale startgewicht in VTOL werd verhoogd van 10 × 300 kg (660 lb) tot en met 11 × 300 kg (660 lb) (of 12 000 kg/26, 450 lb in korte-startmodus). De luchtinlaten werden iets verbreed en de pylonen onder vleugels werden versterkt om een ton bewapening te dragen. De Jak-38m kwam na juni 1985 in dienst bij de Sovjet Marine Luchtvaart, er is een totaal van 50 Jak-38m's geproduceerd.

#### Jak-38U "Forger-B"
Twee-zits versie voor een opleiding bij de Marineluchtvaartdienst van de Sovjet-Unie, deze versie verschilde van het basismodel door met een uitgebreide romp om cockpit geschikt te maken voor een tweezitter. De Jak-38U kwam in dienst op 15 november 1978, een totaal van 38 Jak-38U is geproduceerd en het 38e vliegtuig zou worden afgeleverd in 1981.

### ongebouwde projecten

#### Jak-36P
Beoogde supersonische vervolg op de aanval-geoptimaliseerde Jak-36M, het toevoegen van AI radar, medium-range AAMS en geavanceerde navigatie-apparatuur. Een derde RD-36-35 jet lift is ook toegevoegd aan gaan met verhoogd startgewicht.

#### Jak-36-70F
1970 project voor supersonische licht vechter met een paar naverbranding (vandaar de letter 'F' erachter) lift / cruise motoren, geschrapt lift motoren, variabele inname, fiets onderstel.

#### Jak-36A
Project voor versie met R-49V lift / cruise motor lift en twee motoren; een romp afgesloten voor de proeven bij Tu-16 .

#### Jak-38MP
Jak-38m uitgerust met een wapensysteem afgeleid van dat van de MiG-29 en met inbegrip van geavanceerde radar en N019 nav / attack suite.

#### Jak-39
Multi-role gevechtsvliegtuig / aanval vliegtuigen project uit 1983, telt een R-28V-300 en twee RD-48 motoren, PRNK-39 elektronische kompleks; S-41d multi-mode radar, grotere vleugel, verhoogde brandstof tank capaciteit en veranderde wapens.